# The Sky at Night
The Sky at Night est une émission mensuelle de télévision britannique sur l'astronomie produite par la BBC. Du 24 avril 1957, date de sa première diffusion, au 7 janvier 2013, l'émission n'a connu qu'un seul présentateur, Patrick Moore (1923-2012), ce qui constitue un record. 
La musique de début et de fin d'émission est At the Castle Gate tirée de Pelleas et Melisande de Jean Sibelius.
L'émission couvre un éventail de sujets divers sur l'astronomie en général et sur l'espace. Dans le passé, les sujets ont pu concerner l'évolution des étoiles, la radioastronomie, les satellites, les trous noirs, les étoiles à neutron, et bien d'autres thèmes. L'émission couvre aussi l'actualité de ce qui se passe dans le ciel ; cela est notamment intéressant lorsque quelque chose d'exceptionnel a lieu, comme le passage d'une comète ou d'étoiles filantes.
En juillet 2004, Patrick Moore fut dans l'impossibilité de présenter l'émission, à cause d'une sévère infection (salmonellose). Il fut remplacé provisoirement par l'astronome Chris Lintott de la University College London, et fut de retour en août pour poursuivre le programme.